# Ланцюгова реакція (фільм, 1962)
«Ланцюгова реакція» (рос. «Цепная реакция») — радянський художній фільм 1962 року за сценарієм Льва Шейніна.

## Сюжет
1957 рік. Напередодні VI Всесвітнього фестивалю молоді та студентів збирається всесоюзний з'їзд професійних кишенькових злодіїв під керівництвом шанованого ними «Кардинала» (Кенігсон). Завдання — розробити програму дій на фестивалі. «Кардинал» пропонує щадити співгромадян і представників братніх країн соціалістичного табору, а красти тільки у представників капіталістичних країн. Не всі злодії згодні з такою позицією, крім того під час з'їзду з'ясовується, що володар «золотих рук», кращий учень «Кардинала» «Сенька-Мороз» «зав'язав».
Незабаром після з'їзду кишенькових злодіїв, вже на фестивалі в Москві одесит «Зямка-кенгуру» (Нелін), прикидаючись представником преси, віртуозно обчищає кишені кількох людей, але потрапляє в руки пильних оперативників. Тим часом «Кардинал» керує групою злодіїв, майстерно витягує гаманець у представника німецької делегації.
Почувши слова німця: «Москва кишить шахраями. У Росії немає законів!», вражений «Кардинал» змушує «Пузиря» (Усач) підкинути гаманці всім обкраденим. Засмучений, «Кардинал» приходить до Сеньки-Мороза додому і пропонує тому кинути дружину і роботу на заводі, повернутися до злодійської вольниці, але й тут зазнає невдачі. Він виходить на вулицю і сідає в автобус, де гітарист (Окуджава), оточений дівчатами різноманітних національностей, співає пісню «Опівнічний тролейбус».
Продовжуючи подорож по нічній Москві, «Кардинал» вже під ранок випадково знайомиться на набережній Москви-ріки з безнадійно хворим онкологом Муромцевим. Слова професора Муромцева: «Поспішайте робити добро!» стають останнім елементом в ланцюговій реакції переродження «Кардинала». Він вирішує «зав'язати» і з'являється з повинною в міліцію.

## У ролях
- Володимир Кенігсон —  «Кардинал»
- Лев Іванов —  професор Муромцев
- Едуард Бредун —  «Сенько-Мороз»
- Ізольда Ізвицька —  Надя
- Леонід Усач —  «Пузир»
- Еммануїл Нелін —  «Зямка-кенгуру»
- Микола Гагарін —  «Голуб»
- Гурген Тонунц —  Лікар
- Петро Рєпнін —  Кадецький
- Всеволод Якут —  Автор
- Булат Окуджава —  камео
- Зінаїда Сорочинська —  епізод
- Костянтин Барташевич —  німець
- Михайло Воробйов —  кишеньковий злодій

## Знімальна група
- Автор сценарію: Лев Шейнін
- Режисер-постановник: Іван Правов
- Оператор: Петро Терпсихоров
- Художник: Костянтин Степанов
- Композитор: Віталій Гевіксман
- Текст пісень: Булат Окуджава